# Seznam čilenskih biologov
Seznam čilenskih biologov.

## G
- Hugo Gunckel Lüer

## M
- Humberto Maturana

## V
- Francisco Varela